# Адамстаун (Ирландия)
Вижте пояснителната страница за други значения на Адамстаун.
Адамстаун (на английски: Adamstown; на ирландски Maigh Arnaí) е село в югоизточната част на Република Ирландия. Намира се в графство Уексфорд на провинция Ленстър.
Разположен е на 24 km на запад от град Уексфорд и на 20 km източно от град Ню Рос. Населението му е 293 жители от преброяването през 2016 г.

## Личности
Родени
- Порик Дилейни (р. 1977), ирландски киноактьор
- Кевин Дойл (р. 1983), ирландски футболист-национал